# Doggy Dogg World
Doggy Dogg World – trzeci singel amerykańskiego rapera Snoop Doggy Dogga pochodzący z albumu pt. Doggystyle. Gościnnie występują Tha Dogg Pound i The Dramatics. Do utworu powstał teledysk.

## Lista utworów
Opracowano na podstawie źródła.
1. "Doggy Dogg World" (Perfecto Radio Mix) (4:26)
2. "Doggy Dogg World" (Dr. Dre Radio Edit) (4:26)
3. "Doggy Dogg World" (Perfecto Mix) (5:40)
4. "Doggy Dogg World" (LP Version) (5:04)

## Notowania
| Notowanie                      | Najwyższa pozycja |
| ------------------------------ | ----------------- |
| U.S. Billboard Rhythmic Top 40 | 19                |